# Leonia triandra
Leonia triandra là một loài thực vật có hoa trong họ Hoa tím. Loài này được Cuatrec. mô tả khoa học đầu tiên năm 1951.